# 11782 Nikolajivanov
11782 Nikolajivanov è un asteroide della fascia principale. Scoperto nel 1969, presenta un'orbita caratterizzata da un semiasse maggiore pari a 2,4084202 UA e da un'eccentricità di 0,1839069, inclinata di 2,36788° rispetto all'eclittica.